# 塞巴斯蒂亚诺·内拉
塞巴斯蒂亚诺·内拉（義大利語：Sebastiano Nela，1961年3月13日—），意大利男子足球运动员。他曾代表意大利参加1986年国际足联世界杯。他也曾参加1984年夏季奥林匹克运动会。